# Elsa Appelquist
Elsa Linnea Elvira Appelquist, född 29 september 1909 i Tyssedalen, Norge av verkstadsarbetaren Elof och Frida Appelquist, född Bäcker, död 21 september 1977 i Trångsund, Huddinge, var en journalist och författare verksam inom svensk arbetarrörelse.

## Biografi
Elsa Appelquist kom som barn till Sverige och var under 18 år anställd vid LM Erikssons verkstäder i Midsommarkransen. Hon var även fackligt aktiv. 1933–1934 gick hon en vinterkurs på Birkagårdens folkhögskola. På 1940-talet blev hon journalist på socialdemokratiska Morgon-Tidningen. Vid denna tid var det ovanligt med kvinnliga journalister med arbetarbakgrund inom A-pressen. När tidningen lades ner 1958 gick Appelquist till Aftonbladet och stannade där sin arbetstid ut. Mellan åren 1944–1959 var hon kåsör i fackförbundstidningen Metallarbetaren. Under signaturen El Appell kåserade hon främst om arbetslivets och vardagens problem från de kvinnliga förbundsmedlemmarnas perspektiv.
1949 kom hennes enda bok Krig med räknesticka ut på Kooperativa Förbundets bokförlag. Miljön är LM Erikssons verkstäder och bygger på författarens erfarenheter av tempoarbete. Boken diskuterar och skildrar tidsstudier, stress och livskvalitet. Den uppmärksammades när den kom och temat knöts till Folke Fridell-debatten om det moderna industriarbetets avigsidor. En av recensenterna var Gunnar Eklöf i Bonniers litterära magasin.
I slutet av 40-talet fick Appelquist två pjäser uppförda i radio, Arbetare och Mamma gör revolution. Den sistnämnda pjäsen blev underlag till en kortfilm 1950 regisserad av Mimmi Pollak och med Elsa Appelquist som manusförfattare. 1957 fick pjäsen utgöra underlag till filmen Mamma tar semester med Schamyl Bauman som regissör.
Elsa Appelquist var gift med reklamkonsulent Einar Eriksson Enulf och är begravd på Brännkyrka kyrkogård.

## Filmmanus
- 1950 – Mamma gör revolution
- 1957 – Mamma tar semester